# G선상의 아리아
《G선상의 아리아》(Air on G)는 요한 제바스티안 바흐 (Johann Sebastian Bach, 1685~1750)의 관현악 모음곡 3번 라장조의 아리아를 아우구스트 빌헬미 (August Daniel Ferdinand Victor Wilhelmj, 1845~1908)가 편곡한 것이다. 아리아는 통상 느리고 자유롭게 연주되며, 화음과 선율이 어우러진다.

## 역사
원래의 악곡은 바흐의 《관현악 모음곡 3번 라 장조》, BWV 1068의 일부인데, 이 곡은 바흐의 후원자인 안할트 쾨텐의 레오폴트 왕자를 위해 1717년에서 1723년 사이에 씌여진 곡이다.
'G선상의 아리아'라는 이름은 19세기 후반에 바이올린 연주자 아우구스트 빌헬미가 이 곡을 바이올린과 피아노를 위한 용도로 편곡한 것에서 비롯되었다. 원곡의 라 장조에서 다 장조로 조를 바꾸면서, 빌헬미는 바이올린의 네 현 중 가장 낮은 음역대를 낼 수 있는 G선 하나로만 연주할 수 있도록 하였다.
이 곡은 20세기에 들어오면서 오케스트라의 앵콜곡이나 대중적인 명곡으로 곡 중에서 떨어져 나와 연주되게 되었고, 단독의 소품으로 이용되어 드라마나 영화음악 등 영상의 배경음악으로도 자주 사용되었다.

## 여러 분야에서의 응용
- Kt wiz의 응원가로도 쓰였다.
- 보건복지부가 만든 금연광고에도 삽입되었다.
- 류트로 커버한 연주도 있다.
- 기타리스트,유튜버,트위치 스트리머 정소율도 연주하였다.
- 페어리 테일에서 쥬비아 록서의 캐릭터 BGM으로 사용되었다.
- 007 나를 사랑한 스파이에서 악당인 칼 스트롬버그가 자신을 배신한 여비서를 수족관의 상어 먹이로 넘길 때 배경음악으로 등장하였다,